# St. Konrad (Wandlitz)
Die Kirche Sankt Konrad ist ein römisch-katholisches Gotteshaus in der nordbrandenburgischen Gemeinde Wandlitz. Es wurde in den Jahren 1936/37 nach Plänen des Baumeisters Carl Kühn in der Siedlung Wandlitzsee errichtet und gehört zur Pfarrei Heiliger Christophorus Barnim im Erzbistum Berlin.

## Bau- und Kirchengeschichte
Das Pfarramt von Wandlitz gehörte am Beginn des 20. Jahrhunderts zum Dekanat Berlin-Reinickendorf. Der für den Ort Wandlitz zuständige Pfarrer, Josef Brzycki, kam aus Biesenthal, er hatte für die schnell gewachsene katholische Gemeinde ein Baugrundstück in der Stolzenhagener Straße (heutigen Thälmannstraße) erworben und gab nun den Bau eines eigenen Gotteshauses mit einem Pfarramtsgebäude in Auftrag.
Von der Grundsteinlegung am 15. Oktober 1936 bis zur Konsekration des Gebäudes vergingen gerade einmal sieben Monate. Der Kirchbau erhielt den Namen nach Konrad von Parzham, der 1934 heiliggesprochen worden war. Die Weihe nahm der Berliner Bischof Konrad Graf von Preysing vor.
Die durch das Zweite Vatikanische Konzil in den 1960er-Jahren angeregte Liturgiereform führte 1972 zur Vereinfachung des Kircheninneren. In den Jahren 1980, 1992 und 2000 erfolgten Renovierungen des Kirchenschiffes und der Fassaden.
Am 1. Januar 2021 fusionierte die Pfarrei St. Konrad mit den Pfarreien Herz Jesu (Bernau), Mater Dolorosa (Berlin-Buch) und St. Peter und Paul (Eberswalde) zur Pfarrei Heiliger Christophorus Barnim. Die Pfarrkirche ist die Herz-Jesu-Kirche in Bernau.

## Architektur

### Außen
Es handelt sich um eine einfache Hallenkirche mit einem Naturstein-verblendeten Giebel und einem mit Schieferplatten verkleideten ca. 20 Meter hohen Glockenturm. Die Außenmaße des Gebäudes betragen rund 20 Meter in der Länge und 10 Meter in der Breite.

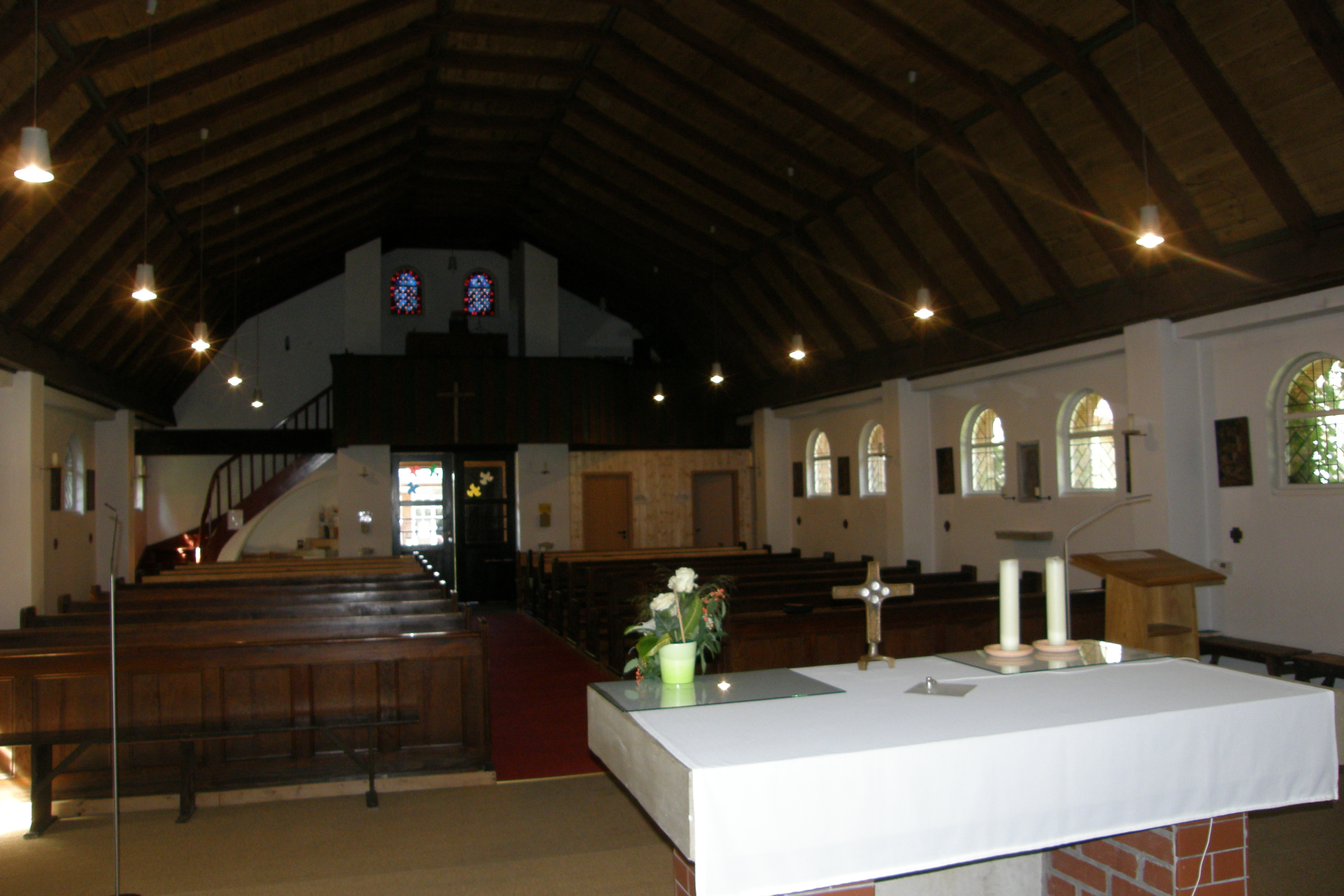
Inneres von St. Konrad, Blick zur Eingangsseite

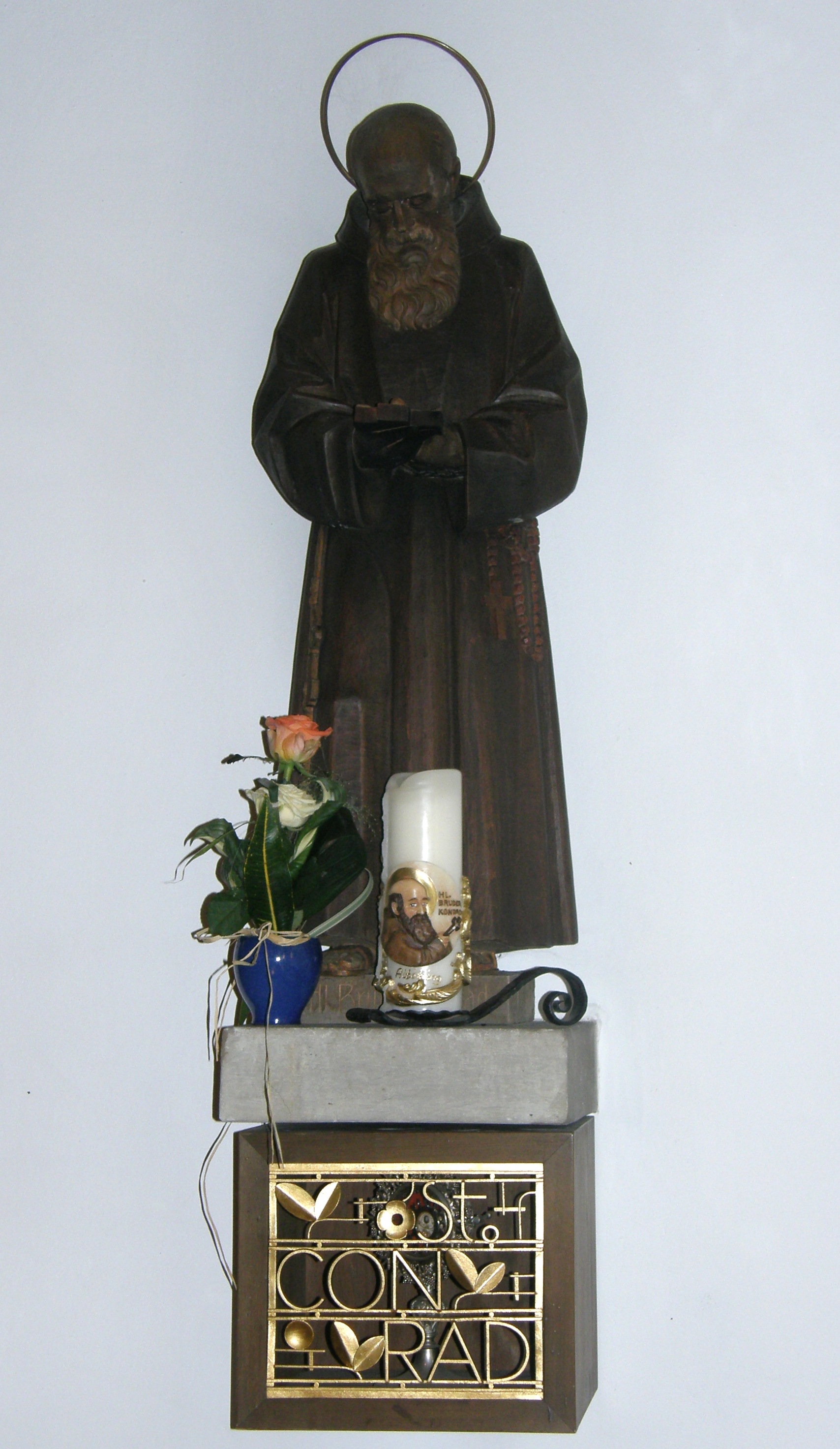
Statue St. Konrad und Reliquiar

### Innen
Das Kirchenschiff mit einer Nord-Süd-Ausrichtung besteht aus einem Chorraum, der von dem Altar, einer Statue des Heiligen Bruder Konrad (eine bayerische Holzschnitzerei) mit einem St.-Konrad-Reliquiar darunter (rechte Seite) sowie einer Statue Maria mit Kind (linke Seite) begrenzt wird. Des Weiteren befinden sich im Chor ein Ambo sowie ein historisches Tabernakel. Das Altarbild ist ein von Egbert Lammers gemaltes Triptychon und wurde im August 1941 eingeweiht. Es stellt die Lebensphasen Christi Geburt (linker Flügel), Christus am Kreuz (Mittelteil), Auferstehung Christi (rechter Flügel) und auf der Predella weitere Szenen aus dem Leben Jesu dar.

## Glocken
Im Kirchturm gab es zwei bronzene Glocken, die größere von beiden musste gegen Ende des Zweiten Weltkriegs als Metallspende des deutschen Volkes für die Herstellung von Kriegsgerät abgeliefert werden. Erst 2007 konnte mit Hilfe einer anonymen Spende in der Kunst- und Glockengießerei Lauchhammer eine neue Glocke gegossen werden, ihre Weihe – mit Weihrauch und Salböl – nahm der Berliner Kardinal Georg Sterzinsky am 15. November 2007 vor; sie erhielt den Namen Heiliger Konrad. Erstmals läutete sie im Advent 2008 zum Gottesdienst mit. Die Grundtöne der zwei Glocken sind harmonisch mit denen der evangelischen Dorfkirche Wandlitz abgestimmt.

## Ausstattung
Von 1959 bis 2006 hatte die Kirche lediglich ein Harmonium der Firma Lindholm aus Borna, das auf der Empore seinen Platz hatte. Im Jahr 2006 löste eine gespendete Elektroorgel das Harmonium als Kirchenmusikinstrument ab. Anlässlich des 75. Kirchenjubiläums wurde die von der niederländischen Firma Content gebaute „Sakralorgel Content D 2600“ eingeweiht. Sie wurde mittels Spenden von Gemeindemitgliedern finanziert. Zur Einweihung spielte der Kantor Joachim Buhrmann aus Schönow das neue Instrument. 
Für weitere restauratorische Maßnahmen im Gotteshaus stellte die Gemeindeverwaltung Wandlitz zum gleichen Anlass außerdem 30.000 Euro bereit.
Zur weiteren Ausstattung des Kirchenraumes gehören eine einfache hölzerne Bestuhlung, farbige Glasmosaiken in kleinen halbrunden Fenstern an der Südseite. Die pastellfarbigen seitlichen Kirchenfenster wurden beim Bau des Gotteshauses jeweils von einer Familie der Gemeinde gestiftet, worauf kleine Täfelchen unter den Fenstern verweisen.
Ebenfalls von dem Künstler Lammers stammen 14 Bildtafeln zum Kreuzweg, die an den Längswänden des Kirchenraumes hängen. Zwischen diesen Tafeln gibt es tönerne Reliefs mit dem Herz Jesu und dem Heiligen Josef.

## Pfarrhaus
Das direkt angebaute eineinhalbgeschossige Pfarrhaus hat ein Satteldach und eine Grundfläche von etwa 40 Quadratmetern. Nachdem im Jahr 2002 innerhalb der Initiative 330 Kirchengemeinden für Solarenergie auf dem Dach des Pfarrhauses eine großflächige Solaranlage installiert werden konnte, zeigen zwei Demonstrationstafeln vor der Kirche den jeweils aktuellen Stand der Stromerzeugung bzw. der Menge des aufbereiteten Warmwassers an.

## Umgebung des Kirchenbaus

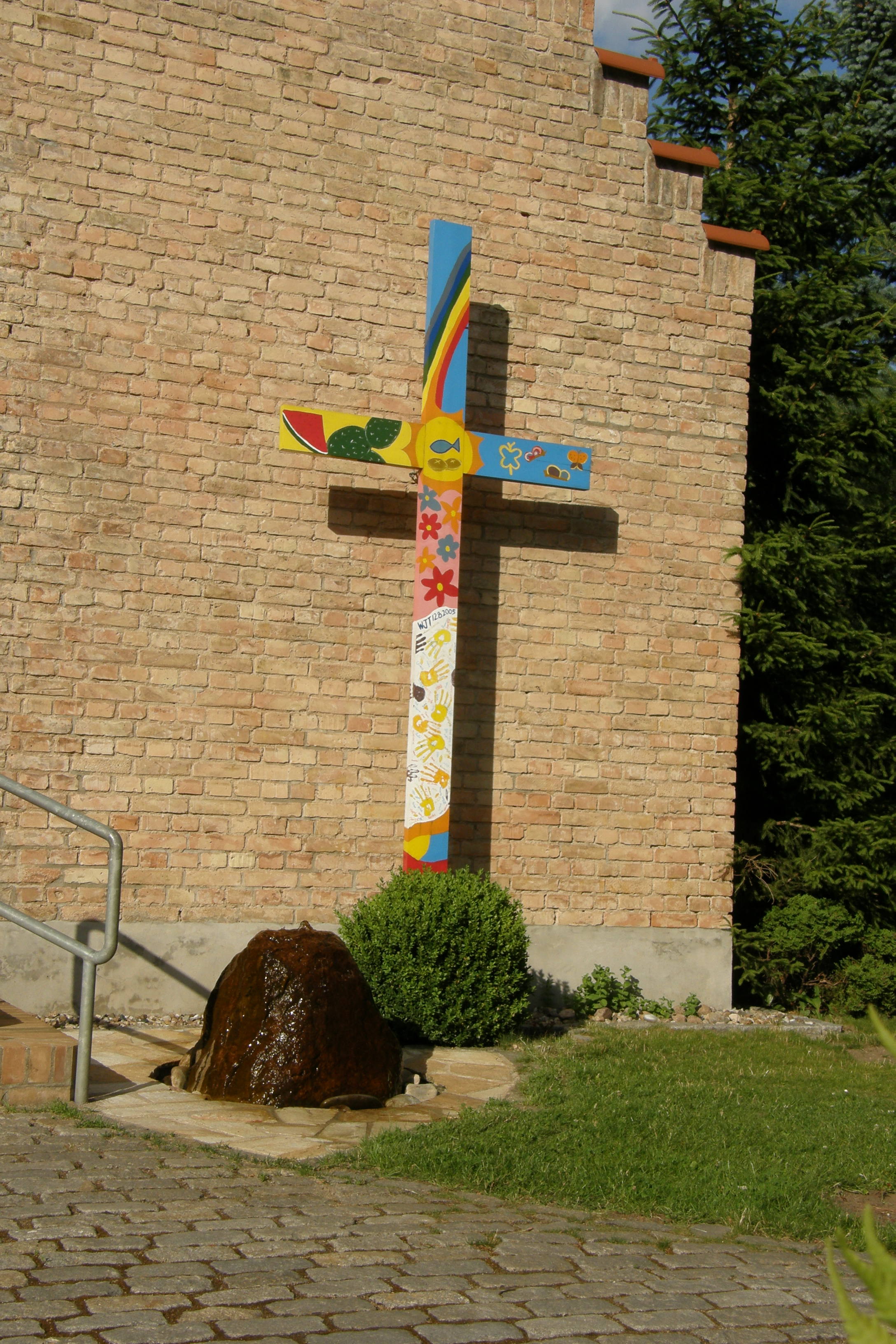
Außenkreuz an der Kirche

Direkt neben dem Kirchenportal wurde 1995 ein hölzernes Kreuz errichtet, das von ausländischen Teilnehmern des Weltjugendtags, der 2005 in Köln stattfand, farbig gestaltet wurde. Der Weg zum Haupteingang wurde mit portugiesischen Pflastersteinen befestigt, eine neu gebaute Rampe für Rollstuhlfahrer oder Kinderwagen macht den Zugang zum Kircheninneren barrierefrei. Aus Spendenmitteln wurde ein Sprudelstein aufgestellt und vervollständigt den kleinen Kirchvorplatz.

## Aktivitäten der Kirchengemeinde
Die St.-Konrad-Gemeinde zeichnet sich durch vielfältige soziale Aktivitäten aus, dazu zählen Gemeindefeste, Schüler in der Kirche, ein Kirchenchor, Organisation von Kinder-Kirchen-Tagen u. v. a. m. Die bundesweite Aktion Hungertuch XXL erregte im Jahre 2006 große Aufmerksamkeit: in 48 Stunden hatten rund 500 Kinder und Jugendliche das weltweit größte Hungertuch mit einer Fläche von 220 Quadratmetern zum Thema Gerechtigkeit vor Gottes Angesicht gestaltet. – Das Tuch befindet sich im Besitz der Kirche St. Konrad, es kann an andere Kirchengemeinden ausgeliehen werden.
Besonders hervorzuheben ist der Bau eines Mehrgenerationenhauses, das in unmittelbarer Nachbarschaft zum Pfarrhaus ab Mai 2008 entstand und im Juli 2009 feierlich eröffnet wurde. Zur Organisation und Finanzierung dieses Projektes hatte sich im Jahr 2006 der Freundeskreis Conradinum e. V. gegründet, dem inzwischen mehr als 40 Mitglieder angehören. Dieser Verein widmet sich ganz besonders dem Zusammenleben mehrerer Generationen in der Familie und bietet zahlreiche Hilfen und Freizeitgestaltungsmöglichkeiten. Das durch ein Wandlitzer Architekturbüro geplante und ausgeführte Gebäude erhielt nun offiziell die Bezeichnung Conradinum.
Ein katholischer Kindergarten (Krabbelgruppe) und die Malteser Jugend Wandlitz werden unterhalten bzw. angeleitet.

## Partnergemeinde
- St. Konrad (Augsburg)